# Joann Sfar
Pour les articles homonymes, voir Sfar.
Joann Sfar, né le 28 août 1971 à Nice (Alpes-Maritimes, France), est un auteur de bande dessinée, illustrateur, romancier, acteur et réalisateur français.
Il est notamment connu pour ses séries Petit Vampire, Le Minuscule Mousquetaire, Le Chat du rabbin qu'il adapte ensuite au cinéma, Klezmer, Donjon et la série des Carnets. Il illustre également de nombreux ouvrages, et est aussi professeur de dessin à l’École des beaux-arts de Paris.

## Biographie

### Famille et enfance
Originaire de Nice, Joann Sfar est issu d'une famille juive séfarade de Sétif, en Algérie, du côté de son père, et ashkénaze ukrainienne laïque et anticonformiste, du côté de sa mère,. Toute la famille du grand-père maternel a été déportée durant la Seconde Guerre mondiale. Sa mère, Liliane née Hoftel dite Lilou (1948-1974), est chanteuse pop. Son père, André Sfar (1933-2014), est avocat, engagé dans la lutte contre le néonazisme dans les années 1970, pianiste, et adjoint de Jacques Médecin à la mairie de Nice, avant de démissionner lorsque Médecin accepte le soutien du Front national pour faire adopter le budget municipal.
Sa mère meurt quand il a trois ans mais on lui dit qu'elle est « partie en voyage ». Il est élevé par son père, dont la vision du judaïsme est, plus que celle de sa famille maternelle, pratiquante et traditionaliste, ainsi que par son grand-père maternel (ancien résistant, médecin dans la brigade Alsace-Lorraine puis rabbin anticlérical),, qui occupe avec sa grand-mère maternelle une villa au cap d'Antibes — demeure qui inspirera son œuvre.

### Formation
À l'âge de dix-sept ans, il entretient une correspondance qui dure plusieurs années avec l'auteur de bande dessinée Pierre Dubois, lequel le soutient dans son projet de faire de la bande dessinée.
Après des études brillantes aux lycées Masséna et Honoré-d'Estienne-d'Orves à Nice, Joann Sfar effectue un cursus philosophique à l'université Nice-Sophia-Antipolis, pour notamment satisfaire son père, où il a pour enseignants Clément Rosset, Jean-François Mattéi, André Flécheux, et y obtient une maîtrise avec mention « Très bien ». À 21 ans, il est contacté par les éditions Larousse pour publier son mémoire de maîtrise sur la représentation de la figure humaine, avant de se raviser au motif qu'il aurait refusé de modifier son texte,.
En 1992, il termine sa formation à l'École nationale supérieure des beaux-arts de Paris où l'un de ses professeurs est le peintre Jean-François Debord.

### Débuts en bande dessinée
Joann Sfar dessine depuis l'enfance, en attendant que sa mère « revienne »,.
En 1994, il publie ses premières planches à l'Association, rejoignant ainsi Jean-Christophe Menu, Stanislas, Mattt Konture, Killoffer, David B., Mokeït et Lewis Trondheim avec qui il collaborera par la suite. Ces auteurs font partie de la nouvelle vague d'auteurs de bande dessinée française des années 2000 qui revendique une liberté formelle en cherchant à s'éloigner des formats classiques franco-belges.
Au début des années 1990, il continue d'envoyer en vain ses dessins aux éditeurs et rejoint en 1992 l'atelier Nawak avec d'autres auteurs de l'Association, où il participe à la vie de l’atelier en prenant les commandes d'illustrations que d'autres refusent. Ensuite, il travaille à l'atelier des Vosges avec des auteurs comme Frédéric Boilet, Marjane Satrapi, ou Christophe Blain avec qui il collabore (Donjon, Socrate le demi-chien).
L’Association publie en 1994 le premier album de Sfar et la maison Cornélius, le premier tome des Aventures d’Ossour Hyrsidoux.
Il développe très vite un grand nombre de séries adultes et jeunesse (son premier best-seller Petit Vampire puis Sardine de l'espace), dans des formats classiques (Le Chat du rabbin, Donjon) ou plus novateurs (Klezmer ou ses Carnets autobiographiques).
Comme de nombreux dessinateurs, il est publié dans les pages du mensuel Fluide Glacial.

### Succès et diversification
Ses sources d'inspiration vont du cinéma à la musique, en passant par la littérature, la philosophie, les beaux-arts, le dessin ou les jeux vidéo. L'éclectique Joann Sfar est « un auteur de bande dessinée capable d’aborder tous les genres et de conquérir tous les publics ».
Il a exercé la fonction de directeur de collection chez l'éditeur Bréal Jeunesse, où il a publié des livres pour la jeunesse. En 2005, il crée et dirige la nouvelle collection de bandes dessinées « Bayou » chez l'éditeur Gallimard. En 2008, Le Petit Prince de Saint-Exupéry, qu'il illustre, se vend à 150 000 exemplaires et est traduit en trente langues.
Sa série Petit Vampire est adaptée pour la télévision en 2003. En 2010, il se lance dans le cinéma avec le film Gainsbourg, vie héroïque qui obtient le César du meilleur premier film mais restera déficitaire.
En 2011, il sort une adaptation en dessin animé du Chat du Rabbin et obtient le César du meilleur film d'animation.
Dans le cadre de l'élection municipale de 2014 à Paris, il croque des dessins depuis les QG de campagne d'Anne Hidalgo et Nathalie Kosciusko-Morizet.
En 2015, il est personnellement affecté par les attentats contre Charlie-Hebdo dont il connaissait bien les victimes ; il publie la même année l'album Si Dieu existe, sorte de carnet intime où il développe son point de vue sur le monde ou la religion.
En 2016, il est dessinateur résident à Paris Match en alternance avec Sempé puis est nommé professeur aux Beaux-Arts — incarnant ainsi la « légitimation de la bande dessinée au sein de l’ENSBA... et dans le monde de l’art ». Il est fait chevalier de la Légion d’honneur la même année.
En 2016-2017, Sfar expose à l'Espace Dali à Montmartre : Joann Sfar - Salvador Dali : Une seconde avant l’éveil.
Il est actif sur les réseaux sociaux comme Instagram, Facebook ou Twitter, où il produit des milliers de publications.
Joann Sfar est également musicien, il joue notamment du ukulélé. Il a ponctuellement joué sur scène avec Mathias Malzieu, chanteur du groupe Dionysos.

### Engagement
Lors du Festival d’Angoulême 2016, il demande, ainsi que Riad Sattouf, à être retiré de la liste des nominés au grand prix, au motif qu'aucune dessinatrice n'y figure.
Il est président d'honneur de la Ligue des auteurs professionnels, fondée en 2018.
En mai 2020, la Société des gens de lettres indique son intention de l'attaquer pour diffamation, à la suite de propos qu'il a tenus sur France Inter. Cela l'amène à préciser dans un communiqué le constat qu'il fait des défaillances de la distribution des aides aux auteurs.
Son engagement contre les positions antisémites et d'extrême droite vient de sa famille juive à la fois ashkénaze laïque et séfarade traditionnelle établie sur la côte méditerranéenne, notamment de l'engagement politique local de son père et de la déportation de sa famille maternelle. Se disant athée et multiculturaliste, et déclarant adorer les Arabes et les Juifs tout en étant « emmerdé » par toute religion, il prévoit de voter pour LFI en 2017, mais accuse le parti d'être proche des régimes russe et syrien, et il dit finalement renoncer à ce vote,.
Des personnalités du monde de l'édition comme Jean-Louis Gauthey de la maison Cornélius ou Jean-Christophe Menu prennent leurs distances avec lui.
Ses positions sur le conflit israélo-palestinien font aussi polémique à gauche lors de l'émission de France Culture consécutive aux Attaques du 7 octobre 2023 où il déclare : « Je suis dans l'émotion, je penserai plus tard », certains de ses propos étant jugés provocants ou ambigus à gauche. Il déclare par la suite que « l'antisémitisme est le pire ennemi de la cause palestinienne »,. Selon lui, aucun camp ne doit tomber dans la caricature, c'est pourquoi « la société israélienne n'est pas à l'image de son gouvernement d'extrême droite, et confondre le Hamas et la population palestinienne est une aberration ».

### Vie privée
Il a été marié jusqu'en 2014 à Sandrina Jardel — qu'il a connue durant leur adolescence et avec qui il a collaboré artistiquement ainsi que vécu dans plusieurs endroits du monde. Avec elle, il a deux enfants, une fille et un garçon.
Il épouse ensuite l'actrice Louise Lacoste, avec qui il a un fils né en 2020,.

## Style
Il revendique l'héritage de l'œuvre de Fred (notamment pour l'univers poétique et pour l'énergie du trait de plume) et d'Hugo Pratt (aussi pour l'usage du clair obscur, la vigueur des contrastes, le traitement et le charme des personnages féminins).

## Œuvres

### Bandes dessinées

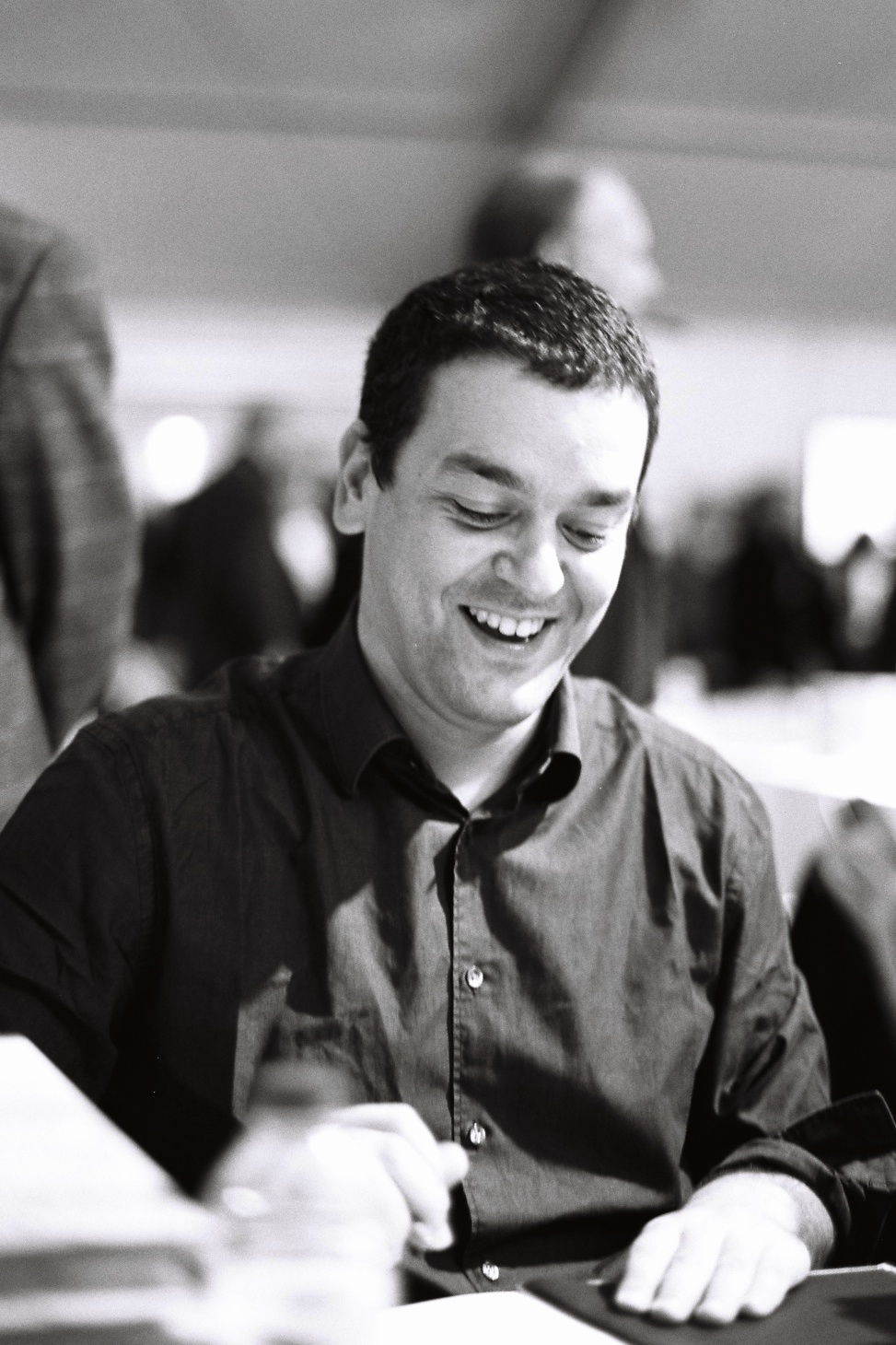
Joann Sfar au salon du livre Radio France, 26 novembre 2011.

- Les Aventures d'Ossour Hyrsidoux, Paris, Cornélius :
  1. Tome 1, 1994.
  2. Tome 2, 1995.
- Noyé le poisson, Paris, L'Association, coll. « Patte de mouche », 1994 et 1998.  (ISBN 2909020894)
- Le Borgne Gauchet au centre de la Terre, Paris, L'Association, coll. « Mimolette », 1995. Réédité en 2000 sous le titre Le Borgne Gauchet.  (ISBN 2909020517)
- Petrus Barbygère (dessin), avec Pierre Dubois (scénario), Paris, Delcourt, coll « Terres de Légende » :
  1. L'Elficologue, 1996.  (ISBN 2-84055-082-2)
  2. Le Croquemitaine, 1997.  (ISBN 2-84055-136-5)

  - L'Intégrale, 1998.  (ISBN 2-84055-199-3)
- Les Potamoks (scénario), avec José Luis Munuera (dessin), Paris, Delcourt, coll. « Terres de Légendes » :
  1. Terra Incognita, 1996.  (ISBN 2-84055-088-1)
  2. Les Fontaines rouges, 1996.  (ISBN 2-84055-110-1)
  3. Nous et le désert, 1997.  (ISBN 2-84055-147-0)
- Troll (scénario), avec Jean-David Morvan (scénario) et Olivier Boiscommun (dessin), Paris, Delcourt, coll. « Terres de Légendes » :
  1. Les Insoumis, 1996.
  2. Le Donjon du dragon, 1998  (ISBN 2-84055-184-5)
  3. Les Mille et Un Ennuis, 1999  (ISBN 2-84055-276-0)

À partir du tome 4, Joann Sfar ne participe plus à la série.
- La Fille du professeur (scénario), avec Emmanuel Guibert (dessin), Marcinelle : Dupuis, coll. « Aire libre », 1997.  (ISBN 2-80013-454-2)
- Paris-Londres, Paris, Dargaud, coll. « Roman BD », 1998[34]. Réédition Paris, L'Association, coll. « Ciboulette », 2003.  (ISBN 2-84414-114-5)
- Le Petit Monde du Golem, Paris, L'Association, coll. « Ciboulette », 1998.  (ISBN 2-90902-098-3)
- Donjon (scénario, dessin des trois premiers Donjon Crépuscule) avec Lewis Trondheim (scénario, dessin des quatre premiers Donjon Zénith), Paris, Delcourt, coll. « Humour de rire ».

- Merlin (scénario), avec José-Luis Munuera (dessin), Paris, Dargaud :
  1. Jambon et Tartine, 1999.
  2. Contre le Père Noël, 1999.
  3. Va à la plage, 2000.
  4. Le Roman de la mère de Renart, 2001.

Joann Sfar quitte ensuite la série, qui est scénarisée depuis par Jean-David Morvan.
- Professeur Bell, Paris, Delcourt, coll. « Machination » :
  1. Le Mexicain à deux têtes, 1999.
  2. Les Poupées de Jérusalem, 2000.
  3. Le Cargo du roi singe (scénario), avec Hervé Tanquerelle (dessin), 2002.
  4. Promenade des Anglaises (scénario), avec Hervé Tanquerelle (dessin), 2003.
  5. L'Irlande à bicyclette (scénario), avec Hervé Tanquerelle (dessin), 2006  (ISBN 2-7560-0013-2)
- Petit Vampire, Paris, Delcourt, coll. « Jeunesse » :
  1. Petit Vampire va à l'école, 1999.  (ISBN 2-84055-401-1)
  2. Petit Vampire fait du kung fu, 2000.  (ISBN 2-84055-491-7)
  3. Petit Vampire et la Société protectrice des chiens, 2001.  (ISBN 2-84055-643-X)
  4. Petit Vampire et la Maison qui avait l'air normale, 2002.  (ISBN 2-84055-751-7)
  5. Petit Vampire et la Soupe de caca, 2003.  (ISBN 2-84055-828-9)
  6. Petit Vampire et les Pères Noël verts, 2004.  (ISBN 2-84789-516-7)
  7. Petit Vampire et le Rêve de Tokyo, 2005.  (ISBN 978-2847894998)
- Petit Vampire (nouvelle série), Paris, Rue de Sèvres :
  1. Le serment des pirates, 2017.  (ISBN 978-2369814689)
  2. La maison de la terreur qui fait peur, 2018.  (ISBN 978-2369814702)
  3. On ne joue pas avec la vie, 2019.  (ISBN 978-2369814726)
- Sardine de l'espace (dessin), avec Emmanuel Guibert (scénario), Paris :
  1. Le Doigt dans l'œil, 2000.  (ISBN 2-747-01353-7) Réédition sous le titre Platine Laser, Dargaud, 2007.
  2. Le Bar des ennemis, 2000. Réédition sous le titre Platine Laser, Dargaud, 2007.
  3. La Machine à laver la cervelle, 2001.  (ISBN 2-747-01486-X) Réédition sous le titre Zacar et les Zacariens, Dargaud, 2008.
  4. Les Voleurs de yaourts, 2001.  (ISBN 2-747-00160-1) Réédition sous le titre Zacar et les Zacariens, Dargaud, 2008.
  5. Le Championnat de boxe, 2002.  (ISBN 2-7470-0543-7) Réédition sous le titre Il faut éliminer Toxine, Dargaud, 2008.
  6. Le Capitaine tout rouge, 2002.  (ISBN 2-7470-0544-5) Réédition sous le titre Il faut éliminer Toxine, Dargaud, 2008.
  7. La Grande Sardine, 2003.  (ISBN 2-7470-0892-4) Réédition sous le titre Le Remonte-Kiki, Dargaud, 2008.
  8. Les Tatouages carnivores, 2003.  (ISBN 2-7470-0949-1) Réédition sous le titre Le Remonte-Kiki, Dargaud, 2008.

À partir du tome 9, Emmanuel Guibert continue seul, puis avec Mathieu Sapin au dessin.

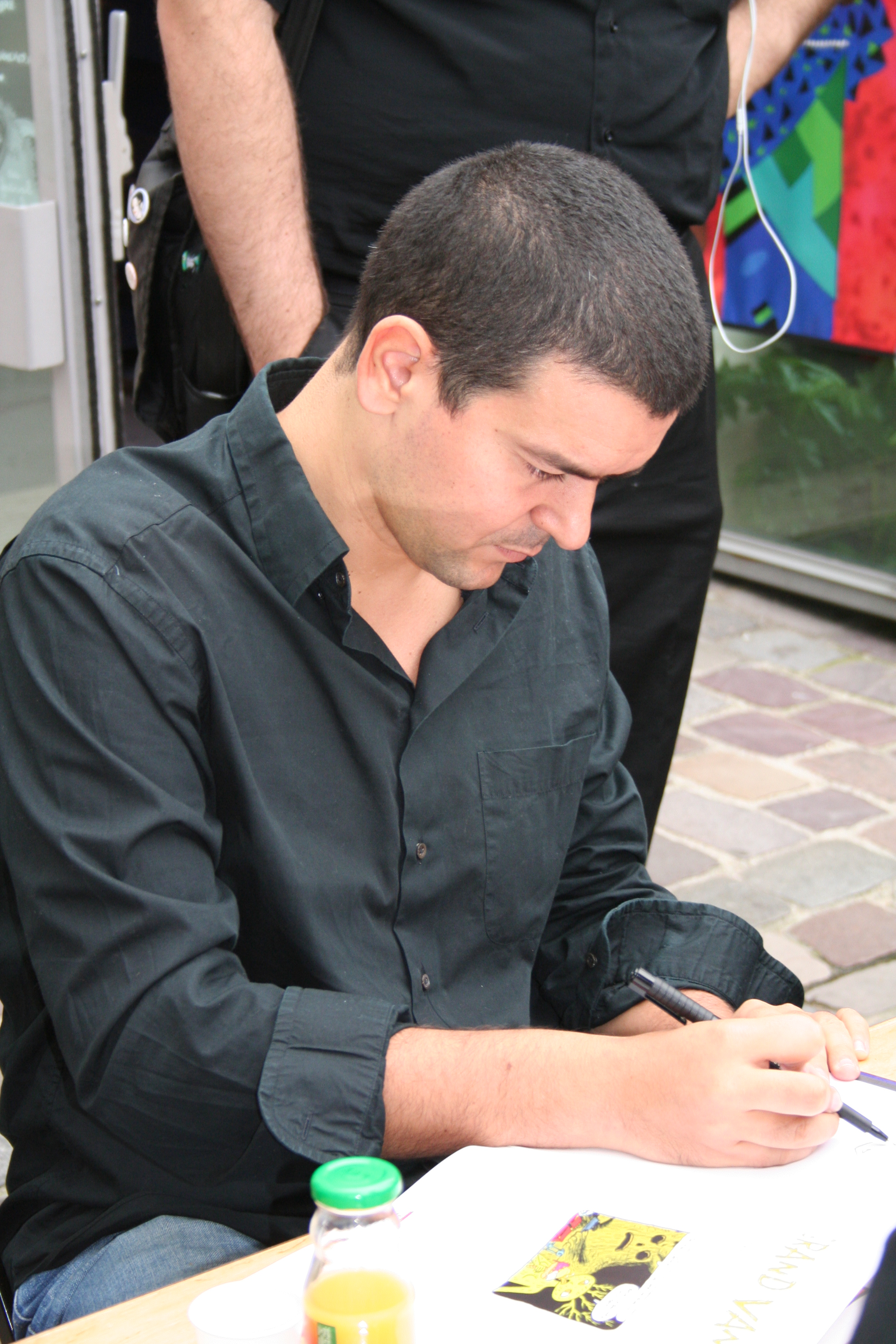
Joann Sfar lors du festival Delcourt 2006.

- La Ville des mauvais rêves : Urani (scénario et dessin), avec David B. (dessin), Paris, Dargaud, 2000  (ISBN 2-205-04795-7)[35]
- Pascin, Paris, L'Association, coll. « Mimolette » (vol. 1-6), « Ciboulette » (intégrale) et hors collection (vol. 7) :
  1. Tome 1, 2000.  (ISBN 2-84414-039-4)
  2. Tome 2, 2000.  (ISBN 2-84414-040-8)
  3. Tome 3, 2000.  (ISBN 2-84414-041-6)
  4. Tome 4, 2000.  (ISBN 2-84414-045-9)
  5. Tome 5, 2001.  (ISBN 2-84414-070-X)
  6. Tome 6, 2001.  (ISBN 2-84414-092-0)
Édition complète des six premiers volumes, 2005.  (ISBN 2-84414-179-X)
  7. La Java bleue, 2005.  (ISBN 2-84414-180-3)
- Les Olives noires (scénario), avec Emmanuel Guibert (dessin), Marcinelle : Dupuis :
  1. Pourquoi cette nuit est-elle différente des autres nuits ?, 2001.  (ISBN 2-80013-149-7)
  2. Adam Harishon, 2002.  (ISBN 2-80013-220-5)
  3. Tu ne mangeras pas le chevreau dans le lait de sa mère, 2003.  (ISBN 2-80013-378-3)
- Le Minuscule Mousquetaire, Paris, Dargaud :
  1. L'Académie des Beaux-Arts, 2001.  (ISBN 2-20505-123-7)[36]
  2. La Philosophie dans la baignoire, 2004.  (ISBN 2-20505-350-7)
  3. On ne patine pas avec l'amour, 2006.  (ISBN 2-20505-763-4)
- Grand Vampire, Paris, Delcourt, coll. « Machination » :
  1. Cupidon s'en fout, 2001.  (ISBN 2-84055-526-3)
  2. Mortelles en tête, 2002.  (ISBN 2-84055-809-2) Les tomes 1 et 2 sont compilés sous le titre Fernand le Vampire.
  3. Transatlantique en solitaire, 2002.  (ISBN 2-84055-941-2)
  4. Quai des brunes, 2003.  (ISBN 2-84789-000-9) Les tomes 3 et 4 sont compilés sous le titre Mademoiselle Soupir.
  5. La Communauté des magiciens, 2004.  (ISBN 2-84789-262-1)
  6. Le Peuple est un golem, 2005.  (ISBN 2-84789-494-2) Les tomes 5 et 6 sont compilés sous le titre La Sorcière sans espoir.
  7. L'Âge où on est mort, 2007.

Les six premiers tomes sont réédités en 2007 avec le titre Le Bestiaire amoureux et les sept tomes sont réédités en 2007 avec le titre Vampire.
- Les Carnets de Joann Sfar :
  1. Harmonica, Paris, L'Association, coll. « Côtelette », octobre 2002, 128 p.  (ISBN 2-84414-110-2)
  2. Ukulélé, Paris, L'Association, coll. « Côtelette », mars 2003, 438.  (ISBN 2-84414-123-4)
  3. Parapluie, Paris, L'Association, coll. « Côtelette », juin 2003, 208 p.  (ISBN 2-84414-134-X)
  4. Piano, Paris, L'Association, coll. « Côtelette », octobre 2003, 422 p.  (ISBN 2-84414-142-0)
  5. Caravan, Paris, L'Association, coll. « Côtelette », mars 2005, 200 p.  (ISBN 2-84414-160-9)
  6. Greffier, Paris, Delcourt, coll. « Shampooing », mars 2007, 230 p.  (ISBN 978-2756010649)
  7. Missionnaire, Paris, Delcourt, coll. « Shampooing », mai 2007, 272 p.  (ISBN 978-2756008424)
  8. Maharajah, Paris, Delcourt, coll. « Shampooing », septembre 2007, 416 p.  (ISBN 978-2756011127)
  9. Croisette, Paris, Delcourt, coll. « Shampooing », avril 2008, 320 p.  (ISBN 978-2756011134)
  10. Journal de merde, Paris, Gallimard (hors collection), novembre 2013, 410 p.  (ISBN 978-2-07-065280-8)
  11. Si Dieu existe, Paris, Delcourt, coll. « Shampooing », mai 2015, 224 p.  (ISBN 978-2756072043)
  12. Je t'aime ma chatte, Paris, Delcourt, coll. « Shampooing », septembre 2015, 288 p.  (ISBN 978-2756074214)
  13. Si j'étais une femme je m'épouserais, Marabout, septembre 2016, 346 p.  (ISBN 978-2501114738)
  14. Sfar, c'est arabe ?, Marabout, octobre 2018, 338 p.  (ISBN 978-2501114776)
  15. Hawaï, Gallimard, novembre 2019, 424 p.  (ISBN 978-2742460816)
  16. Comment maigrir, Gallimard, mai 2022, 408 p.  (ISBN 9782075169165)
  17. On s'en fout quand on est mort, Gallimard, octobre 2022, 380 p.  (ISBN 978-2075172219)
  18. Les enfants ne se laissaient pas faire, Gallimard, mai 2023, 464 p.  (ISBN 9782075175340)
  19. Young Man, Gallimard, octobre 2023, 352 p.  (ISBN 978-2075200714)
  20. Tel-Aviv Colorado, Gallimard, octobre 2024, 328 p.  (ISBN 978-2075190381)
- Le Chat du Rabbin, avec Brigitte Findakly (couleurs), Dargaud coll. Poisson Pilote[37] :
  1. La Bar-Mitsva, 2002.  (ISBN 2-205-05207-1)
  2. Le Malka des lions, 2002.  (ISBN 2-205-05369-8)
  3. L’Exode, 2003.  (ISBN 2-205-05497-X)
  4. Le Paradis terrestre, 2005.  (ISBN 2-205-05725-1)
  5. Jérusalem d'Afrique, 2006.  (ISBN 2-205-05868-1)
  6. Tu n'auras pas d'autre Dieu que moi, 2015.  (ISBN 2-205-07353-2)
  7. La Tour de Bab-El-Oued, 2017.  (ISBN 978-2-205-07588-5)
  8. Petits paniers aux amandes, 2018.  (ISBN 978-2205078350)
  9. La Reine de Shabbat, 2019.  (ISBN 978-2205079500)
  10. Rentrez chez vous !, 2020.  (ISBN 978-2-205-08003-2)
  11. La Bible pour les chats, 2021.  (ISBN 978-2-205-08911-0)
  12. La Traversée de la mer Noire, 2023.  (ISBN 978-2-205-20325-7)
- Socrate le demi-chien (scénario), avec Christophe Blain (dessin), Paris, Dargaud :
  1. Héraclès, 2002.  (ISBN 2-205-05070-2)
  2. Ulysse, 2004.  (ISBN 2-205-05367-1)
  3. Œdipe à Corinthe, 2009  (ISBN 978-2205057171)
- Klezmer, Paris, Gallimard, coll. « Bayou »[37] :
  1. La Conquête de l'Est, 2005  (ISBN 2-0705-7309-5)
  2. Bon anniversaire Scylla, 2006  (ISBN 2-0705-7552-7)
  3. Tous des voleurs, 2007  (ISBN 978-2-07-057868-9)
  4. Trapèze volant, 2012  (ISBN 978-2-07-064315-8)
  5. Kishinev-des-fous, 2014  (ISBN 978-2-07-064922-8)
- L'Homme-Arbre, Paris, Denoël Graphic :
  1. L'Étoile polaire, 2005.
  2. Maison étroite, 2006.
- La Vallée des merveilles, Paris, Dargaud :
  1. Tome 1 : Chasseur-Cueilleur, 2006.  (ISBN 978-2205058659)
- Le Petit Prince (d'après Antoine de Saint-Exupéry), Paris, Gallimard, 2008.  (ISBN 978-2-07-060339-8)
- L'Ancien Temps, Paris, Gallimard :
  1. Le roi n'embrasse pas, 2009.  (ISBN 978-2070618194)
  2. Puisque tout le monde veut la guerre, 2018.  (ISBN 978-2070639175)
- Chagall en Russie, Paris, Gallimard :
  1. Première partie, 2010.  (ISBN 978-2070628254)
  2. Deuxième partie, 2011.  (ISBN 978-2070638536)
- Les Lumières de la France, Paris, Dargaud :
  1. La Comtesse Éponyme, 2011.  (ISBN 9782205067064)
- Tokyo, Paris, Dargaud, 2012.  (ISBN 978-2205064773)
- Jeangot (scénario), avec Clément Oubrerie (dessin), Paris, Gallimard, coll. « Gallimard Jeunesse » :
  1. Renard Manouche, 2012.  (ISBN 978-2070649846)
- Tu n'as rien à craindre de moi, Rue de Sèvres, avril 2016.  (ISBN 978-2369812319)
- Fin de la parenthèse, Rue de Sèvres, septembre 2016.  (ISBN 978-2369813163)
- Aspirine, avec Brigitte Findakly (couleurs), Rue de Sèvres :
  1. Aspirine, juin 2018  (ISBN 978-2369814610)
  2. Un vrai bain de sang, juin 2019  (ISBN 978-2369811206)
  3. Monster Tinder, mars 2021  (ISBN 978-2810209750)
- Blueberry, (scénario), avec Christophe Blain (scénario et dessin), Dargaud :
  1. Amertume Apache, décembre 2019  (ISBN 978-2205077988)
  2. Les hommes de non-justice, avril 2025  (ISBN 978-2205207989)
- Fashion week, Dargaud, 2020  (ISBN 978-2205084849)
- Le Ministère secret, dessin de Mathieu Sapin, couleurs de Walter, Dupuis :
  1. Héros de la République, mars 2021  (ISBN 979-10-34745-82-1)
  2. Trembler en France, novembre 2021  (ISBN 979-10-34745-86-9)
  3. Le sphincter de Moscou, novembre 2022  (ISBN 979-10-34765-54-6)
- La Synagogue, Dargaud, septembre 2022, 224 p.  (ISBN 978-2205203356)
- Héliotrope, dessin de Benjamin Chaud, Dupuis :
  1. Les voleurs de magie, juin 2022  (ISBN 979-10-34760-38-1)
  2. Le Palais des voleurs, novembre 2022  (ISBN 979-10-34760-39-8)
  3. Le Prix de mes Larmes, septembre 2024  (ISBN 979-10-34760-40-4)
- Les Idolâtres, janvier 2024, 208 p.  (ISBN 978-2205208597)
- Nous vivrons, Les Arènes BD, avril 2024, 450 p.  (ISBN 979-10-375-1201-7)[38]
- Reines & Dragons, mise en couleur de Christophe Araldi, Dargaud :
  1. La Petite Reine, mai 2024, 56 p.  (ISBN 978-2205080490)
- Le Paris des dragons, (scénario), avec Tony Sandoval (dessin et couleurs), Glénat, septembre 2024,  (ISBN 978-2344048436)
- Que faire des juifs ?, Les Arènes BD, janvier 2025,  (ISBN 979-10-375-1306-9)

### Romans, nouvelles et illustrations
- La Petite Bibliothèque philosophique de Joann Sfar, Bréal, Rosny-sous-Bois :

1. Le Banquet (illustration et commentaire du texte de Platon), 2002  (ISBN 2-7495-0069-9)
2. Candide (illustration et commentaire du texte de Voltaire), 2003.  (ISBN 2-7495-0086-9)

- Orang-outan (illustration), avec Sandrina Jardel (texte), Bréal, coll. « Bréal Jeunesse », 2003
- Monsieur Crocodile a beaucoup faim (texte et illustration), Bréal, coll. « Bréal Jeunesse », 2003
- L'Atroce Abécédaire (texte et illustration), Bréal, coll. « Bréal Jeunesse », 2003
- La Sorcière et la Petite Fille (texte et illustration), Bréal, coll. « Bréal Jeunesse », 2004
- Le Petit Prince, d'après l'œuvre d'Antoine de Saint-Exupéry, 2008
- Brassens, (illustration des chansons de Georges Brassens), Gallimard Loisirs, 2011
- Brassens ou la Liberté (illustration), avec Clémentine Deroudille (texte), Dargaud, 2011
- L'Éternel, Albin Michel, 2013  (ISBN 978-2-226-24685-1)
- La Promesse de l'aube, édition illustrée du livre de Romain Gary, Futuropolis / Gallimard, 2014  (ISBN 978-2-7548-1022-7)
- Le Plus Grand Philosophe de France, Albin Michel, 2014  (ISBN 978-2-226-25824-3)
- À bicyclette un tour en France, Gallimard/France Inter, 2014  (ISBN 978-2-07-065757-5)
- Le Niçois, Michel Lafon, 2016  (ISBN 2749927927)
- Comment tu parles de ton père, Albin Michel, 2016  (ISBN 978-2-226-32977-6)
- Vous connaissez peut-être, Albin Michel, 2017  (ISBN 978-2-226-39910-6)
- Farniente, Michel Lafon, 2018  (ISBN 978-2749931340)
- Modèle vivant, Albin Michel, 2018  (ISBN 978-2-226-43758-7)
- Les Fabuleuses Aventures d'Aurore (illustrations)
- Le Dernier Juif d'Europe, Albin Michel, février 2020
- Et Dieu riait beaucoup, Albin Michel, 2023  (ISBN 9782226457790)

### Livres d'art
- Gainsbourg (Hors champ), Dargaud, 2009, 451 p.  (ISBN 978-2205064315)
- Gainsbourg (Images), Dargaud, 2009, 46 p.  (ISBN 978-2205064308)
- Je l'appelle monsieur Bonnard, Hazan, 2015, 64 p.  (ISBN 978-2754108393)
- Paris sous les eaux, Gallimard, 2018, 64 p.  (ISBN 978-2742457564)

## Cinéma

### Réalisateur
- 2010 : Gainsbourg, vie héroïque (également scénariste)[37]
- 2011 : Le Chat du Rabbin (co-réalisé avec Antoine Delesvaux, co-scénarisé avec Sandrina Jardel)
- 2015 : La Dame dans l'auto avec des lunettes et un fusil
- 2020 : Petit Vampire (co-scénarisé avec Sandrina Jardel)
- en projet : Monster's Shrink
- en projet : Le Chat du rabbin (également scénariste)
- en projet : Voyage au bout de la nuit, adaptation du roman de Céline, avec le scénariste Thomas Bidegain[37]

### Acteur
- 2009 : Les Beaux Gosses de Riad Sattouf : le professeur de philosophie
- 2010 : Gainsbourg, vie héroïque de lui-même : Georges Brassens
- 2011 : Le Chat du rabbin de lui-même et Antoine Delesvaux : le Juif russe de la malle (voix)

## Participations
- Une planche dans Raaan, L'Association, cadeau-adhérents, 1994.
- Un strip dans Hommage à M. Pinpon, L'Association, cadeau-adhérents, 1997.
- Cinq pages dans Comix 2000, L'Association, 1999.
- Participation à Lapin, L'Association, cadeau-adhérents, 2000.
- Un vampire à New-York (scénario), avec Yoann (dessin), dans Vampires tome 1, Carabas, 2001.
- Participation aux cadavres exquis de l’Oupus 2, L'Association, coll. « OuBaPo », 2003.
- « Le Tôkyô de Oualtérou », dans Japon, ouvrage collectif dirigé par Frédéric Boilet, Casterman, coll. « Écritures », 2005.
- Quatorze pages sur les Textures et deux pages sur Hugo Pratt dans L'Éprouvette no 1, L'Association, Janvier 2006.
- Dessins de plusieurs albums (Whatever the Weather, Monsters in Love[39], Les Métamorphoses De Mister Chat) et clips du groupe Dionysos
- Réalisation du clip de la chanson Hyacinthe de Thomas Fersen dans l'album Le Pavillon des fous.
- Concert de Thomas Fersen illustré en direct par Joann Sfar, une production du Festival international de la bande dessinée, sur une idée de Benoît Mouchart.
- Quatre illustrations dans la réédition sous la forme d'un livre-disque de l'album Comme un manouche sans guitare de Thomas Dutronc, Novembre 2008
- Comptes-rendus de dîners de L'Association dans l'ouvrage collectif Quoi !, L'Association, 2011.
- Réalise 55 illustrations pour les articles de l'édition du 4 septembre 2015 du quotidien Le Soir[40] (Bruxelles).

## Prix et récompenses
- 1997 : Prix René Goscinny pour La Fille du professeur[41]
- 1998 : Alph-Art coup de cœur au festival d'Angoulême pour La Fille du professeur (avec Emmanuel Guibert)[41]
- 1999 : prix Jacques Lob lors du festival Bd Boum
- 2003 : Prix du Trentenaire du festival d'Angoulême
- 2003 : Prix du jury œcuménique de la bande dessinée pour Le Chat du rabbin, t. 1
- 2004 : Prix jeunesse 7-8 ans du festival d'Angoulême pour Petit Vampire, t. 5
- 2004 :  Prix Max et Moritz du meilleur scénariste international
- 2006 :
  -  Prix Eisner de la meilleure édition américaine d'une œuvre internationale pour Le Chat du Rabbin
  -  Prix Sproing de la meilleure bande dessinée étrangère pour Le Chat du rabbin
- 2008 : Lauréat de la Fondation Gan pour le Cinéma pour le long-métrage Le Chat du Rabbin
- 2009 : Essentiel Jeunesse du festival d'Angoulême pour Le Petit Prince
- 2011 : César du meilleur premier film pour Gainsbourg, vie héroïque
- 2012 : César du meilleur film d'animation pour Le Chat du rabbin
- 2017 : Petit Vampire reçoit le Prix à la Diffusion de la Fondation Gan pour le Cinéma au Festival International du Film d'Animation d'Annecy
- 2024 :  prix Max et Moritz exceptionnel pour une œuvre remarquable

## Décoration
- Officier de l'ordre des Arts et des Lettres, 2014[42]
- Chevalier de la Légion d'honneur (décret du 25 mars 2016)[43]